# Nick Hornby
Nick Hornby (ur. 17 kwietnia 1957 w Redhill) – angielski powieściopisarz i eseista. Jego twórczość często dotyczy muzyki i sportu.

### Powieści
- (1992)  Fever pitch (Futbolowa gorączka)
- (1995) High Fidelity (Wierność w stereo)
- (1998) About a Boy (Był sobie chłopiec)
- (2001) How to Be Good (Jak być dobrym)
- (2005) A Long Way Down (Długa droga w dół)
- (2007) Slam (Wpadka)
- (2009) Juliet, Naked (W Polsce Juliet, Naga)
- (2014) Funny Girl (Funny Girl)

### nowele
- (1998) Faith

### Literatura faktu
- (2003) 31 Songs ISBN 0-14-101340-0 (w Stanach opublikowane jako Songbook, ISBN 1-57322-356-5)
- (2004) The Polysyllabic Spree ISBN 1-932416-24-2.
- Nick Hornby, Housekeeping vs. the Dirt, San Francisco, CA: Believer Books/ McSweeney's, 2006, ISBN 1-932416-59-5, OCLC 71672165. Brak numerów stron w książce
- Nick Hornby, Shakespeare Wrote for Money, San Francisco, CA: Believer Books, 2008, ISBN 1-934781-29-0, OCLC 237887055. Brak numerów stron w książce

### Antologie
- (1993) My Favourite Year: A Collection of Football Writing ISBN 0-7538-1441-2.
- The Picador Book of Sportswriting, Nick Coleman, London: Picador, 1996, ISBN 0-330-33133-7, OCLC 35731936. Brak numerów stron w książce
- (2000) Speaking with the Angel (2000) ISBN 0-14-029678-6.
- Nick Hornby, Otherwise Pandemonium, London: Penguin, 2005, ISBN 0-14-102251-5, OCLC 57692248. Brak numerów stron w książce

## Adaptacje filmowe
- 1997 Fever Pitch – reżyseria: David Evans, scenariusz: Nick Hornby
- 2000 High Fidelity – reżyseria: Stephen Frears
- 2002 About a Boy – reżyseria: Chris i Paul Weitz
- 2005 Fever Pitch – reżyseria: Bob i Peter Farrelly
- 2009 An Education – reżyseria: Lone Scherfig, scenariusz: Nick Hornby
- 2014 A Long Way Down – reżyseria: Pascal Chaumeil

## Dalsza lektura
- „Inarticulate Expression of Love” [transkrypcja radiowa]. 2008. In Talking to Kinky and Karlheinz – 170 musicians get vocal on The Music Show ed. Anni Heino, 186-193. Sydney: ABC Books. ISBN 978-0-7333-2008-8.
- C. O’Brien: About a teenager. [w:] Men [on-line]. The Times, 1 października 2001. [dostęp 2007-10-03].